# Осмонов, Сатылган
Сатылган Осмонов (25 мая 1938, с. Кегети — 11 августа 2025) — народный артист Кыргызстана (2019), композитор, педагог и общественный деятель. Член Союза композиторов Кыргызской Республики. Внёс значительный вклад в развитие кыргызской музыкальной культуры.

## Биография
Родился 25 мая 1938 года в селе Кегети.
В 1962 году окончил теоретико-композиторское отделение музыкального училища имени М. Куренкеева во Фрунзе. Под руководством М. Абдраева и В. Янковского композитор написал свои первые произведения для фортепиано и скрипки.
В 1970 году окончил композиторский факультет Ташкентской государственной консерватории.

## Творчество
Осмонов работал во многих жанрах музыкального искусства.
Автор опер «Кычан», «Сепил», «Жусуп Баласагын», музыкальной комедии «Куудул Шаршен», симфонии «Ак Мёр», симфонических поэм, концертов № 1 (1970) и № 2 (1984) для скрипки с оркестром, концерта-рапсодии для виолончели с оркестром (1973), концертов для голоса с оркестром.
Он также написал множество камерных инструментальных произведений, в том числе сонату для фортепиано (1966), балладу (1980), вариацию (1993), сонату для скрипки и фортепиано (1968), а также пьесы для детей.
Автор около 40 романсов, около 100 песен и хоров.
Первый лауреат премии имени А. Малдыбаева (1989, за оперу «Замок»). Автор сборников стихов и романсов «Романс» (1977), «Память Ильича» (1987). Награждён орденом «Знак Почёта», Почётной грамотой Верховного Совета республики.
Осмонов известен как талантливый композитор и педагог, воспитавший несколько поколений музыкантов. Активно участвовал в общественной жизни и культурных проектах Кыргызстана.
Скончался 11 августа 2025 года на 87-м году жизни после продолжительной болезни.